# Beauworth
Beauworth is een civil parish in het bestuurlijke gebied Winchester, in het Engelse graafschap Hampshire met 40 inwoners.